# Podracing
Podracing är en mycket farlig fiktiv tävling från Star Wars. Exempel på tävlande är Sebulba och Anakin Skywalker, den enda tävlingen som man får se i filmerna är i Episod 1 - Det mörka hotet.

## Star Wars: Episode I Racer
Star Wars: Episod I Racer är ett datorspel baserat på den tävling som syns i Star Wars Episod I. Meningen med spelet är som i ett bilspel, att vinna tävlingar, och för varje tävling man vinner får man poäng som man kan köpa nya delar till podracers för. På det sättet uppgraderas podracern hela tiden. Man får bland annat köra den banan Anakin kör i Episod I, och den banan på Malastare som Qui-Gon Jinn pratar om att han har sett. 
Även i Lego Star Wars får man köra som Anakin i racet från Episod I.